# Gaspar Ferreira Reimão
Gaspar Ferreira Reimão (15 ?? - 7 de febrero de 1626) fue un piloto, cartógrafo y cronista portugués.

## Biografía
Se sabe que probablemente fuese originario de la región de Setúbal o de Palmela, aunque esta última información es más cuestionable, ya que se basa únicamente en cargos ofrecidos por el rey Felipe II en esa región. Provenía de la baja nobleza portuguesa y fue Caballero-Fidalgo de la Casa Real, además de tomar el hábito de la Orden de Santiago.
Por carta de Felipe II de Portugal, fechada el 12 de mayo de 1607, se registra que:

'Gaspar Ferreira Cavaleiro fidalgo de minha casa ... pedindome por mercê o Recebesse na dita ordem e provesse o hábito (da Ordem de Santiago) e insignias della ... Ei por bem e me pras de o receber na dita ordem. (Gaspar Ferreira Noble fidalgo de mi casa ... pidiendo la merced recibirlo en dicha orden y el hábito (de la Orden de Santiago) y las insignias ...)

En el Roteiro da Carreira da Índia de 1612 se afirma que Gaspar Ferreira Reimão fue uno de los navegantes más importantes de la Carrera de la India, aclarando que, en 1579 ya era segundo piloto de la nao S. Tomé, y como piloto hizo su primer viaje en la nao S. Pantaleão. 
Durante este tiempo escribió sus diversos conocimientos y experiencias en toda una serie de roteiros y tratados náuticos, que escribió solo o junto a Manuel Monteiro. En 1597 escribió Diário de navegação da nau São Martinho, em viagem para a Índia, no ano de 1597 (Biblioteca da Academia de Ciências de Lisboa). Con estos escritos se hizo conocido más allá de Portugal como un conocedor de la navegación de la Carrera de la India.